# Hans Seidel (Politiker)

Hans Seidel

Hans Seidel (* 9. Juni 1880 in Schwarzenbach an der Saale; † 5. März 1959 in Hof) war ein deutscher Politiker (SPD, USPD).

## Leben und Wirken
Seidel besuchte von 1887 bis 1894 die Volksschule in Münchberg. Danach verdiente er seinen Lebensunterhalt bis 1910 als Textil- (Weber) und Fabrikarbeiter. Im Jahr 1910 wurde Seidel Lokalredakteur bei der Oberfränkischen Volkszeitung in Hof. Vor dem Ersten Weltkrieg trat er in die Sozialdemokratische Partei Deutschlands (SPD) ein.
In den Jahren 1914 bis 1918 nahm Seidel am Ersten Weltkrieg teil. Während des Krieges wechselte er von der SPD in die USPD. 1919 verließ er die Oberfränkische Zeitung um als hauptberuflicher Parteisekretär der USPD in Hof zu arbeiten. Nach der Vereinigung der USPD mit der SPD in Hof bekleidete Seidel das Amt des Parteisekretärs für die wiedervereinigte SPD in Hof bis zum September 1930. Außerdem wurde er zu dieser Zeit Geschäftsführer der Oberfränkischen Verlagsanstalt und Druckerei in Hof sowie Mitglied des Gemeindewaisenrates.
Im Jahr 1919 war Seidel Mitglied des Provisorischen Nationalrates in Bayern. Im Juni 1920 wurde er als Kandidat der USPD für den Wahlkreis 29 (Franken) in den Reichstag gewählt. Während dieser ersten Legislaturperiode der Weimarer Republik kehrte Seidel zu seiner alten Partei zurück und gehörte dementsprechend ab 1921 der SPD-Fraktion im Reichstag an. Bei den folgenden vier Reichstagswahlen im Mai 1924, Dezember 1924, 1928 und September 1930 wurde Seidels Reichstagsmandat bestätigt, dem er somit insgesamt vom Juni 1920 bis zum Juli 1932 angehörte. Von Mai 1924 bis Juli 1932 vertrat er den Wahlkreis 26 (Franken).
Von 1932 bis 1933 saß Seidel im Landtag Bayern.
In der Zeit des Nationalsozialismus wurde Seidel mehrfach inhaftiert. Von März bis April 1933 befand er sich im Gerichtsgefängnis Hof in „Schutzhaft“, anschließend von Juni bis August 1933 wieder im Gerichtsgefängnis Hof und der Haftanstalt Bayreuth.
Im Oktober 1938 wurde Hans Seidel gemeinsam mit Fritz Michaelis und Karl Siegle wegen Vorbereitung zum Hochverrat angeklagt und zu einer fünfjährigen Haftstrafe verurteilt. Sodann kam er im Rahmen der Aktion Gitter von August bis September 1944 ins KZ Dachau.

## Ehrungen
- 1958: Verdienstkreuz am Bande der Bundesrepublik Deutschland